# Здание Азовско-Донского коммерческого банка (Москва)
Здание Азовско-Донского коммерческого банка — здание в Москве, внутри Садового и Бульварного колец, по адресу улица Ильинка, дом № 9, построенное в 1914 году.
Памятник градостроительства и архитектуры, объект культурного наследия России регионального значения.

## История
- Улица Ильинка, дом № 9 — Азовско-Донской банк (1880-е; 1912—1914, архитектор А. Н. Зелигсон)[1]..

## Архитектура
Два здания (со зданием Петербургского международного коммерческого банка), соединенные между собой боковыми фасадами, визуально формируют собой единый комплекс. 
Здание Азовско-Донского банка окрашено в цвет желто-розовой охры, располагается между двумя серыми зданиями: Санкт-Петербургским банком и построенным в 1920-е гг. зданием акционерного общества «Аркос» (архитектор В. Маят).
Принцип фасадной композиции здания бывшего банка также восходит к петербургской неоклассике, ведущим мотивом фасада является декор из ряда полуколонн, сложенных из каменных блоков и объединенных общим антаблементом. Простота и геометризм в отделке предвосхищают архитектуру конструктивизма 1920–30-х гг; в облицовке фасада использован полированный темно-красный гранит, подчеркивая фактуру грубо-рустованных колонн. Фасад декорирован рельефными головами в стилизованных крестьянских шапках.

## Использование
- После постройки: Азовско-Донской коммерческий банк:
  - Азовско-Донской банк был основан в 1871 г. в г. Таганроге.
  - К концу 1890-х гг. вошёл в пятерку наиболее крупных банков России;
  - в 1912 г. вошёл в группу Санкт-Петербургского международного коммерческого банка.
  - В 1917 г. был ликвидирован.

- На 2019 год в здании располагается медицинский центр (поликлиника Министерства финансов РФ).

## Интересные факты
Здание неоднократно меняло свой номер: числилось и как дом № 9, и как дом № 9 строение 2; на 2018 год носит такой же номер, как и рядом стоящее здание Петербургского международного коммерческого банка: дом № 9 строение 1.